# Taenia rosaeformis
Taenia rosaeformis is een lintworm (Platyhelminthes; Cestoda). De worm is tweeslachtig. De soort leeft als parasiet in andere dieren.
Het geslacht Taenia, waarin de lintworm wordt geplaatst, wordt tot de familie Taeniidae gerekend. De wetenschappelijke naam van de soort werd voor het eerst geldig gepubliceerd in 1921 door MacCallum.